# Kielfinne

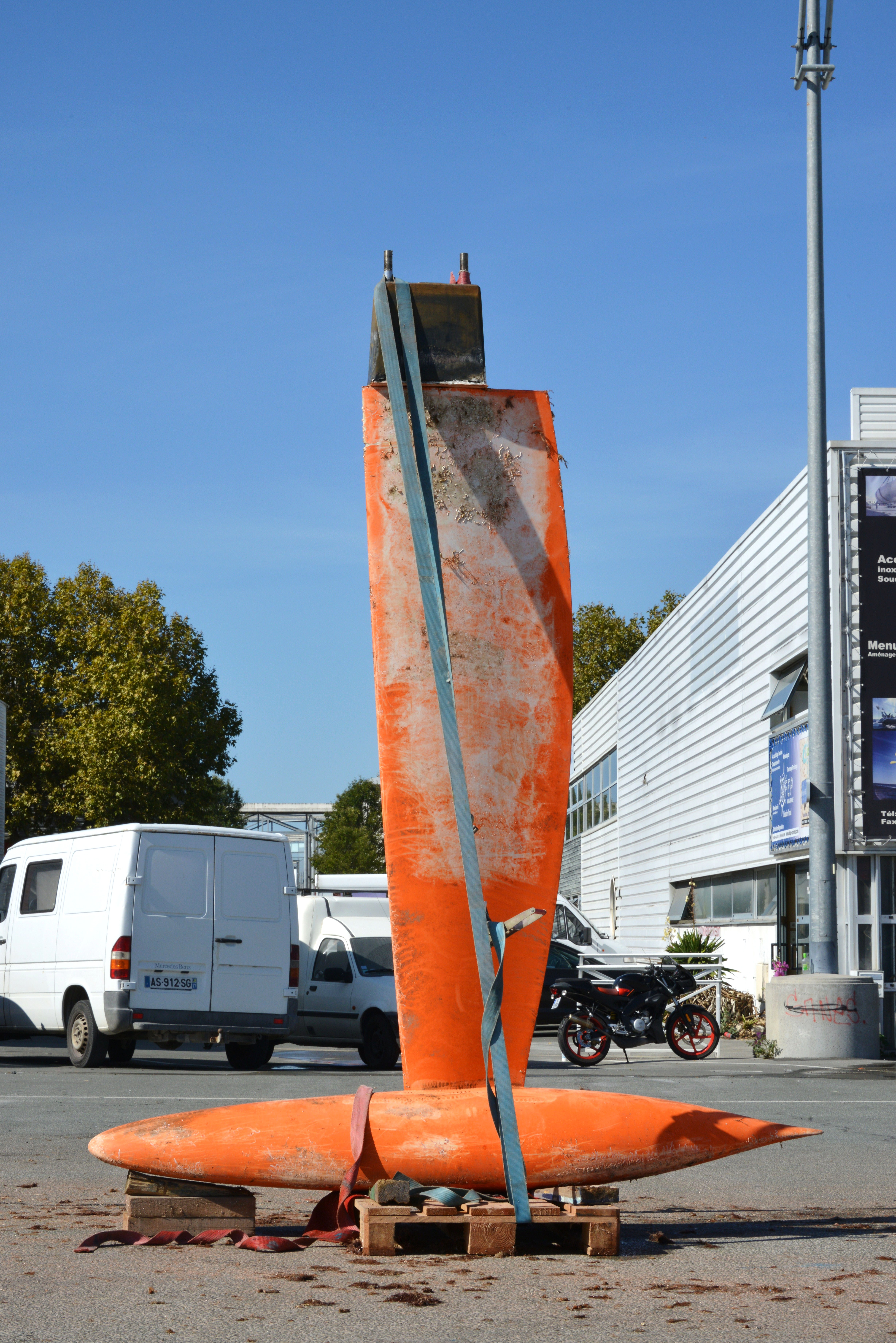
Kielfinne mit darunterliegender Kielbombe einer Class40-Yacht

Unter einer Kielfinne versteht man das Verbindungsstück zwischen dem Rumpf einer Segelyacht und der schweren, oft aus Blei gefertigten, Kielbombe.
Bei einer America’s-Cup-Yacht ist die Kielfinne rund drei Meter lang und rund eine Tonne schwer. Sie wird aus hochfestem Stahl in wenigen Spezialbetrieben in Deutschland (BMW-Werk Eisenach für das Team BMW Oracle Racing), Frankreich und Neuseeland gefertigt. Die Kielfinne und die Kielbombe müssen Kräfte bis zu 500.000 Newton, die auf die ca. 800 Quadratmeter Segelfläche einer AC-Yacht wirken, ausgleichen. Um die Fertigung der Kielfinne und die Verbindung zwischen Kielfinne und Bootsrumpf machen die AC-Teams regelmäßig ein großes Geheimnis.
Bei normalen Segelverhältnissen unterliegen die Kielfinnen permanenten mechanischen Schwingungen. Der Grund liegt darin, dass die Bootskonstrukteure versuchen, so viel Gewicht wie möglich in der möglichst tief liegenden Kielbombe zu konzentrieren (ca. 20 Tonnen bei America’s-Cup-Yachten), um durch das aufrichtende Moment eine ausreichende Stabilität des Bootes zu gewährleisten. Die Regattayacht kann so aufrechter und schneller segeln. Weiterhin versucht man zu erreichen, dass die Formen der Kielfinne und der Kielbombe dem Strom des Wassers minimalen Widerstand entgegensetzen, also die Yacht mit optimaler Effizienz durchs Wasser gleiten lassen. Die Form der Kielfinne ist so gestaltet, dass sie sich vom Rumpf bis zur Kielbombe verjüngt.
Durch das Segeln entstehen auf einer Regattayacht – auch bei einem geraden Kurs durch das Wasser – Schwingungen, die insbesondere die Kielfinne belasten. Ebenso stellen starker Seegang und harte Wenden (in der Vorstartphase im Match Race) aufgrund der Trägheit der schweren Kielbombe hohe Belastungen für die Kielfinne dar.
Eine weitere Komplikation hängt damit zusammen, dass sich bei modernen Rennyachten die Kielfinne seitlich bewegen lässt (sogenannter Kippkiel), um die Kielbombe per Motor und Hydraulik (im Notfall auch per Handkurbelbetrieb) seitlich auszuschwenken. Damit können bei höheren Windstärken die Aufrichtekräfte erhöht und größere Segelflächen gesegelt werden. Ziel ist es, höhere Geschwindigkeiten am Wind zu erreichen. Wie sich zuletzt im Verlauf der von Open 60-Yachten bestrittenen Vendée Globe 2008/2009 gezeigt hat, sind gerade die oberen Verbindungen zwischen Kielfinne und Rumpf im Bereich der Ausschwenkmotoren bei rauem Wetter in Gefahr, zu brechen, was zu mehreren Ausfällen bei der Regatta führte.